# Ниборг
Ниборг (дан. Nyborg) је град у Данској, у средишњем делу државе. Град је у оквиру покрајине Јужне Данске, где са околним насељима чини једну од општина, Општину Ниборг.

## Географија
Ниборг се налази у средишњем делу Данске. Од главног града Копенхагена, град је удаљен 130 километара западно.
Град Ниборг се налази у источном делу данског острва Фин, на месту где се оно најближе приближава острву Сјеланд. Дати пролаз се назива Велики Белт и пре две деценије премошћен је мостом, дугим 7 километара. Подручје око града је равничарско. Надморска висина града креће се од 0 до 50 метара.

## Историја
Подручје Ниборга било је насељено још у доба праисторије. Данашње насеље основано је 1193. године. Насеље је добило градска права 1413. године.
Током прошлих векова Ниборг је био познат као један од најутврђенијих данских градова.
И поред петогодишње окупације Данске (1940-45.) од стране Трећег рајха Ниборг и његово становништво нису много страдали.

## Становништво
Ниборг је 2010. године имао око 17 хиљада у градским границама и око 31 хиљаду са околним насељима.

## Галерија
- Једна од капија старог дела Ниборга
- Главна градска црква
- Делови Ниборшке тврђаве
- Градски музеј у једној од најстаријих кућа

## Партнерски градови
- Колобжег